# 擦肩传说
《擦肩传说》（任天堂香港译为「瞬間交錯傳說」，神游科技译为「瞬缘传说」）是任天堂Mii广场自带的游戏之一，随任天堂3DS首发于2011年3月一同上市。游戏支持任天堂3DS的裸眼3D机能。与旧版的擦肩游戏类似，即便在擦不到别人的时候，通过消费3DS虚拟小金币也是能够体验到游戏乐趣的。
游戏玩法是通过雇佣勇者来战胜迷宫内的敌人。游戏通关两次后追加《擦肩传说2》。